# 第二大道車站
第二大道車站（英語：Second Avenue station）是紐約地鐵IND第六大道線的一個地鐵站，位於曼哈頓東村及下東城第二大道及豪斯頓街，設有F線（任何時候停站）列車服務。

## 車站結構
| G      | 街道層                | 出入口                            |
| M      | 夾層                  | 閘機、車站詢問處                  |
| P 月台 | 北行                  | 往牙買加-179街（百老匯-拉法葉街） |
| P 月台 | 島式月台，左側開門    |                                   |
| P 月台 | 總站軌道              | ← 無定期服務                      |
| P 月台 | 總站軌道              | ← 無定期服務                      |
| P 月台 | 島式月台，左/右側開門 |                                   |
| P 月台 | 南行                  | 往康尼島-斯提威爾大道（德蘭西街） |

第二大道車站設有兩個島式月台和四條軌道。F線列車在外側軌道行走。車站啟用時，全部四條軌道都可以從西四街直通第二大道。但1950年代至1960年代興建克里斯蒂街連接線時，百老匯-拉法葉街的中央快車軌道在第二大道切斷，改道往克里斯蒂街地鐵，通過曼哈頓大橋北側到格蘭街車站。

## 外部連結
- nycsubway.org—IND 6th Avenue: 2nd Avenue
- Station Reporter — F Train
- Abandoned Stations — IND Second System unfinished stations （页面存档备份，存于）
- Second Avenue entrance from Google Maps Street View （页面存档备份，存于）
- First Avenue entrance from Google Maps Street View （页面存档备份，存于）
- Mezzanine from Google Maps Street View
- Platforms from Google Maps Street View